# Triin Peips
Triin Peips (ur. 26 września 1982 w Valga) – estońska biathlonistka, jej największym sukcesem jest 13. miejsce w sztafecie w czasie mistrzostw świata w 2007 roku.

## Osiągnięcia

### Mistrzostwa świata
| Rok  | Miejsce    | IN | SP | PU | MS | RL |
| 2007 | Anterselva | 80 | 78 |    |    | 13 |

### Mistrzostwa Europy
| Rok  | Miejsce           | IN | SP | PU | MS | RL |
| 2004 | Mińsk             |    | 38 | 36 |    |    |
| 2006 | Langdorf-Arbersee | 42 |    |    |    |    |

IN – bieg indywidualny, SP – sprint, PU – bieg pościgowy, MS – bieg ze startu wspólnego, RL – sztafeta